# 斯特列拉島
斯特列拉島是俄羅斯的島嶼，屬於北地群島的一部分，位於菲古爾內島以東的喀拉海，由克拉斯諾亞爾斯克邊疆區負責管轄，長5公里、寬0.9公里，最高點海拔高度23米，島上無人居住。